# Bindahara collenettei
Bindahara collenettei är en fjärilsart som beskrevs av Corbet 1940. Bindahara collenettei ingår i släktet Bindahara och familjen juvelvingar. Inga underarter finns listade i Catalogue of Life.